# Penelope (William)
Penelope è un singolo del rapper finlandese William, pubblicato il 21 febbraio 2020 come primo estratto dal primo album in studio Shakespeare.
Il brano, che vede la partecipazione del rapper statunitense Clever, ha trascorso ventuno settimane in cima alla Suomen virallinen lista, rendendolo il singolo al numero uno più longevo di sempre superando Teit meistä kauniin del 1998 degli Apulanta. È stato così riconosciuto con l'Emma gaala alla canzone più trasmessa in streaming dell'anno.

## Tracce
Testi e musiche di William e Clever.
1. Penelope (feat. Clever) – 3:03

## Formazione
- William – voce
- Clever – voce aggiuntiva
- Aitio – produzione, mastering, missaggio, registrazione
- Joe L – produzione

## Classifiche

### Classifiche settimanali
| Classifica (2020) | Posizione massima |
| ----------------- | ----------------- |
| Finlandia         | 1                 |

### Classifiche di fine anno
| Classifica (2020) | Posizione |
| ----------------- | --------- |
| Finlandia         | 1         |